# Wybory prezydenckie w Niemczech w 1932 roku

Wyniki wyborów drugiej tury

Wybory prezydenckie w Niemczech w 1932 roku – odbyły się 13 marca i 10 kwietnia. Zgodnie z konstytucją republiki prezydenta wybierali obywatele. Zwyciężył Paul von Hindenburg. Został wybrany na prezydenta w drugiej rundzie głosowania. Tym samym stał się pierwszą osobą w historii Republiki Weimarskiej, która po raz drugi z rzędu została wybrana Prezydentem Federalnym.

## Wyniki
| Kandydat            | Partia      | I tura        | I tura  | II tura       | II tura |
| Kandydat            | Partia      | Liczba głosów | Procent | Liczba głosów | Procent |
| ------------------- | ----------- | ------------- | ------- | ------------- | ------- |
| Paul von Hindenburg | bezpartyjny | 18.651.497    | 49,6    | 19.359.983    | 53,1    |
| Adolf Hitler        | NSDAP       | 11.339.446    | 30,2    | 13.418.517    | 36,7    |
| Ernst Thälmann      | KPD         | 4.983.341     | 13,2    | 3.706.759     | 10,1    |
| Theodor Duesterberg | DNVP        | 2.557.729     | 6,8     | -             | -       |
| Gustav Adolf Winter | bezpartyjny | 111.423       | 0,3     | -             | -       |

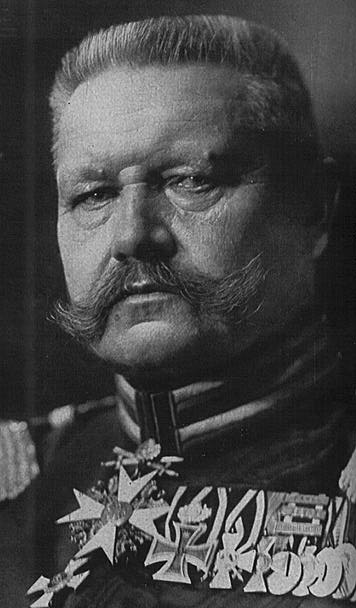
Paul von Hindenburg – urzędujący prezydent
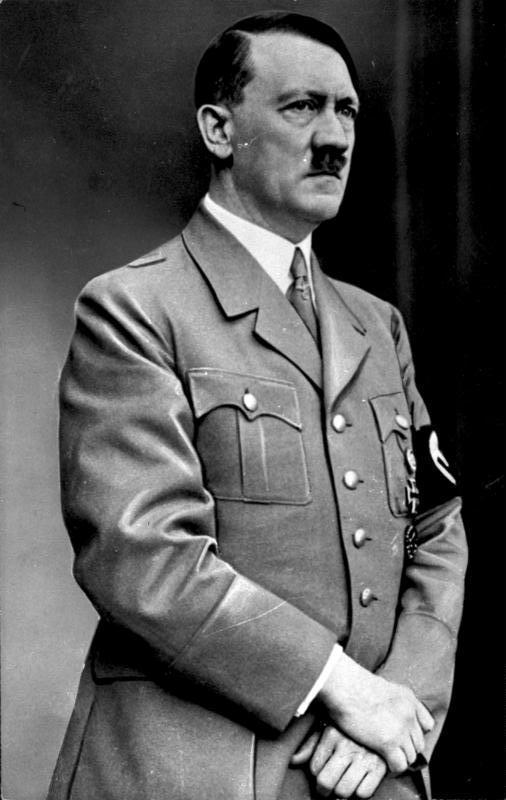
Adolf Hitler – kandydat NSDAP
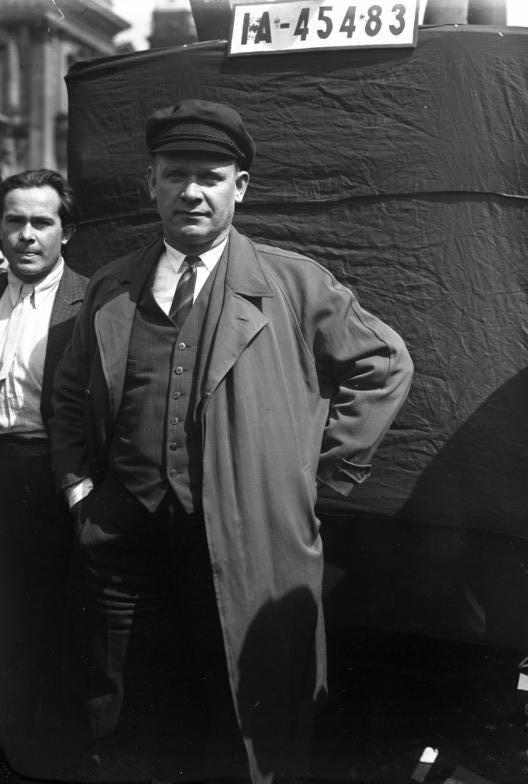
Ernst Thälmann – kandydat KPD
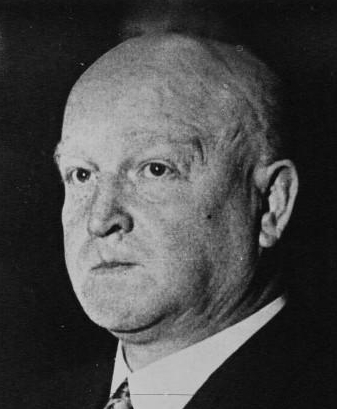
Theodor Duesterberg - kandydat DNVP
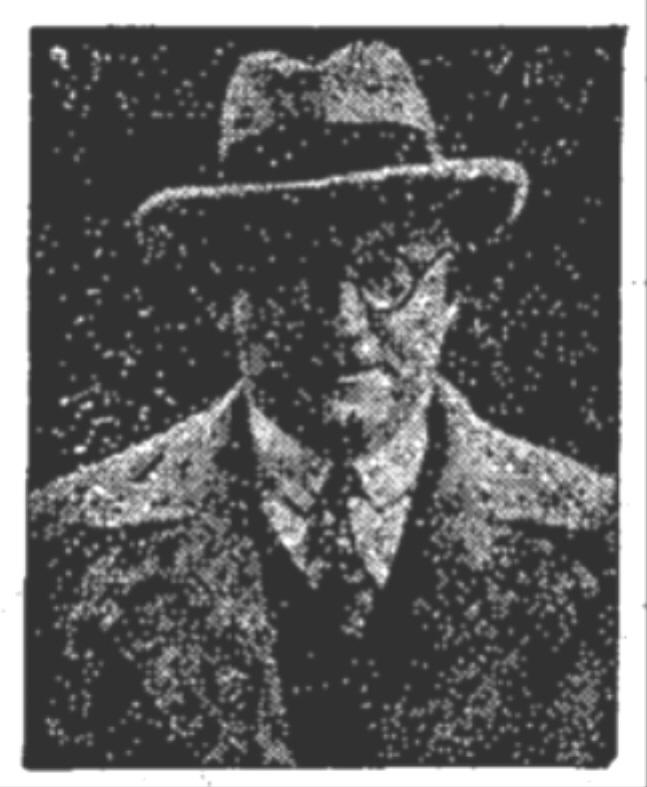
Gustav Adolf Winter - kandydat bezpartyjny